# Carnaval en la región de Murcia
En la región de Murcia el carnaval se celebra en diferentes poblaciones repartidas por toda la provincia, habiendo grandes diferencias entre algunos de ellos, especialmente entre los más antiguos. El carnaval más importante de la Región de Murcia es el de Águilas, declarado de interés turístico internacional y contando con más de 200 años de historia. Además hay otros carnavales relevantes en la Región de Murcia tales como:  Beniaján, Cabezo de Torres, Cartagena, Cehegín, Cieza, Llano de Brujas, Lorca, Santiago de la Ribera y Totana. La zona costera, el Campo de Cartagena, el noroeste y la Huerta de Murcia son las principales zonas en donde se celebra el carnaval en la mayoría de sus poblaciones. Por comarcas estos son los principales carnavales que se celebran en la Región:
La Comarca del Alto Guadalentín es por excelencia una comarca muy carnavalera, pues en ella se desarrollan el carnaval más emblemático de la Región de Murcia, el de Águilas.
Para más información, imágenes y vídeos del Carnaval en la Región de Murcia, puede visitar la web de A Ritmo de Carnaval.

## Águilas
El Carnaval de Águilas, es el carnaval más emblemático de la Región de Murcia y uno de los más famosos de España. Fue declarado en el año 2015, como fiesta de Interés Turístico Internacional.

### Historia
Sus raíces se pierden en la noche de los tiempos como plantea el estudioso Lorenzo Antonio Hernández Pallarés en su libro "Historia de los carnavales de Águilas" (1998)[2] , en dicha obra demuestra cómo en el carnaval de Águilas aparte de las 11 prácticas Carnavaleras de las que nos habla Caro Baroja en su libro "El carnaval" se dan también otras 3 más que marcán la importancia y peculiaridad del Carnaval de Águilas [3] constituyéndose un total de 14 prácticas carnavaleras diferentes en total.
En el Los testimonios en forma oral del Carnaval de Águilas se remontan al siglo XIX, y las primeras imágenes que se tienen de este carnaval son del año 1903. Algunas fuentes históricas datan el Carnaval de Águilas en el siglo XVIII, en el reinado de Carlos III.
En Águilas se conserva una Regulación de las Fiestas de Carnaval en las Ordenanzas Municipales del Ayuntamiento de dicha localidad que data del año 1886. En estas Ordenanzas se regulaba el horario en el que las personas podían ir enmascaradas, ya que había posibilidad de que se cometieran delitos gracias al anonimato, el derecho a las autoridades a pedir documentación a las máscaras, el no llevar ningún tipo de armas, la prohibición de arrojar a la calle o a los viandantes que pasaban por ella agua o harina, así como no hacer ruidos estruendosos.
Con la Guerra Civil y la posterior dictadura franquista hicieron que los Carnavales de Águilas, como en el resto de España, no pasaran por una buena época en la que incluso llegaron a estar prohibidos; no obstante, algunos aguileños se atrevían a disfrazarse haciendo acopio de pequeñas triquiñuelas; como, por ejemplo, simular una boda.

### Personajes
Existen cuatro personajes representativos en el Carnaval de Águilas. Estos son elegidos en el mes de agosto tras una gala en la cual las peñas participan. Y no debemos de olvidarnos de otro personaje que es uno de los más representativos de todos, los carnavaleros. Son los aguileños propiamente dicho, las personas que hacen de este carnaval uno de los mejores de España, disfrazándose días si y noches también, dejando aparte la gran movida del desfile, porque Águilas conocida como la Capital del Carnaval por sus majestuosos y dedicados desfiles, no son lo único, el Carnaval de la Noche, es la gran pasión por los aguileños en los que una gran mayoría del censo de Águilas hacen posibles esas noches de risas y teatros, por todas las calles del centro de Águilas, porque la magia de este Carnaval invaden los corazones de los aguileños, forasteros y extranjeros, porque el que viene una vez, viene dos, o viene tres, o viene toda la vida, eso es ser Carnavalero.
Representa el espíritu festivo del carnaval, el ingenio de las gentes en sus últimos días de jolgorio antes de la llegada de la Cuaresma, la fantasía y el humor de la llegada de las fechas del Carnaval. Se la conoce como la reina del Carnaval, y es la que se encarga de poner un toque de magia y brillo a las calles de Águilas durante todo el carnaval.

#### Doña Cuaresma
Doña Cuaresma representa todo lo contrario a La Musa o a la fiesta. Es la abstinencia, el pudor y la seriedad.
El sábado antes de los desfiles Doña Cuaresma es derrotada en batalla dialéctica por Don Carnal. Doña Cuaresma concede una semana de tregua en la cual se celebrará el Carnaval, para terminar venciendo el sábado de Piñata.

#### Don Carnal
Es la reencarnación del Dios Jano. Es el personaje que triunfa ante Doña Cuaresma.
Consigue una semana de fiesta, pero también sabe que su reinado es temporal. El sábado de Piñata es finalmente derrotado por Doña Cuaresma.En los carnavales de Águilas esa derrota es escenificada en la llamada playa de la colonia. La representación se realiza poniendo un muñeco en el centro de una hoguera simbolizando el cuerpo de Don Carnal al tiempo que se lanzan miles de fuegos artificiales. con este acto se simboliza la derrota de Don Carnal ante Doña Cuaresma, aunque esa victoria de Doña Cuaresma tampoco es definitiva ya que al año siguiente el personaje de Don Carnal para volver a dar al pueblo de Águilas otra semana de jolgorio, alegría, disfraz y diversión.

#### Mussona
Es uno de los personajes más representativos dentro de la historia de este Carnaval. Este personaje representa los carnavales antiguos de la ciudad de Águilas, cuando los habitantes de este pueblo costero apenas disponía de unas cuantas ramas de esparto y estopa para realizar los disfraces y poder pasar una semana de diversión.
La Mussona es un personaje mitad humano, mitad animal; mitad civilizado, mitad salvaje. Representa la dualidad de todos los seres humanos. Tiene muchísima relación con el mar ya que su atuendo debe estar compuesto por esparto y conchas o desperdicios naturales del medio marítimo o terrestre. De cuatro personajes es el único que puede estar representado, tanto por una mujer como por un hombre.
El personaje contrario a La Mussona es el músico-domador. Esta figura representa la humanidad y el proceso de pasar del estado salvaje al estado civilizado por medio del control y de la música. Durante la representación de este personaje el jueves posterior al Cambio de Poderes (gala que marca el inicio de los carnavales en Águilas) el domador hace el papel de ir guiando a Ala bestia desde las mazmorras del castillo de San Juan de las Águilas hasta la plaza de España donde miles de personas esperan con ansia la llegada de este personaje al grito de Mussona-na Mussona-na.

#### Jornadas Festivas
En Águilas, el Carnaval dura dos semanas, los eventos importantes celebran los siguientes días:
Sábado de una semana anterior:
Gala de Cambio de Poderes entre los Personajes del Carnaval del año anterior y del presente.

Domingo de una semana anterior:
IX Concurso de trajes de papel.
Jueves Lardero:
XI Suelta de la Mussona en el Castillo. La Mussona va por el castillo y las calles de Águilas asustando a niños y adultos hasta que llega a la Plaza de España.

Viernes de Carnaval:
Batalla entre Don Carnal y Doña Cuaresma infantiles, pregón de la musa y suelta de la Mussona infantil. Los personajes infantiles los representan niños. Doña Cuaresma y Don Carnal salen desde su respectivo instituto o colegio y van recorriendo las calles hasta llegar a la Plaza de España. Mientras van recorriendo el pueblo, la gente disfrazada se va uniendo. Una vez en la Plaza de España, Don Carnal y Doña Cuaresma se suben a un escenario, tienen una disputa, y comienza la batalla. La batalla (llamada Guerra de los Cascarones) consiste en lanzar huevos vaciados y rellenados, luego, de confetis hacia el otro bando.
Sábado de Carnaval:
Batalla entre Don Carnal y Doña Cuaresma, Pregón de la Musa y Pregón del Alcalde y del pregonero invitado. La batalla es igual que la batalla infantil, solo que participan personas adultas. Una vez terminada la batalla, la Musa, Don Carnal y Doña Cuaresma dan un pregón en el balcón del Ayuntamiento. Más tarde, el alcalde da otro pregón y por último, un invitado famoso realiza otro pregón.

Domingo de Carnaval:
Desfile. Consiste en un desfile que empieza al final de la Avenida Juan Carlos I, continua por la calle Rey Carlos III y finaliza en la explanada del Muelle, junto al monumento al Carnaval del Ícaro. En el desfile participan infinidad de peñas, muchas de ellas escuelas de baile, y muchas llevan espectaculares carrozas (Cerca de 1500 personas).

Martes de Carnaval:
Desfile.

1.er viernes de Cuaresma:
Desfile. A este desfile acuden muchas peñas de distintas localidades de España a desfilar.
Actuación de Murgas. La murga consiste en unas canciones de aspecto cómico que se burlan o critican algún tema de actualidad.
1.er sábado de Cuaresma:
Desfile.
Quema de Don Carnal y castillo de fuegos artificiales. Consiste en quemar a Don Carnal, que simboliza la victoria de Doña Cuaresma y el comienzo de la etapa de Cuaresma. Cuando ya se ha hecho la quema, se proceden a lanzar un Gran Castillo de fuegos artificiales.
Entrega de premios. Se entregan diferentes premios a las distintas peñas que han participado en los desfiles. Algunos ejemplos de premios son a la fantasía, a la originalidad, al mejor maquillaje, a la mejor carroza, a la mejor coreografía, etc. y como premio más importante está el Águilas Dorada a lo mejor del Carnaval.
Se puede decir que Águilas tiene dos carnavales. El Carnaval de Día y el Carnaval de la Noche. En el Carnaval de día transcurren los desfiles de las diversas peñas del carnaval, que desfilan por las calles del pueblo hasta llegar a la estatua del Ícaro, (estatua que representa al Carnaval de Águilas). Las peñas lucen atuendos llenos de color y fantasía trabajados durante todo un año, y muchas peñas acompañan su recorrido con coreografías muy trabajadas. Todas estas categorías son premiadas el sábado, después de la quema de Don Carnal.
El Carnaval de la Noche tiene su día más significativo durante el primer lunes de carnaval; este lunes, por la noche, las calles de la ciudad se convierten en un hervidero de gente disfrazada, donde la música, la fiesta y la diversión está garantizada. Por cualquier lugar de la ciudad podemos observar espectáculos espontáneos y divertidos protagonizados por los que van disfrazados, que intentan representar alguna cualidad del disfraz que llevan puesto, lo que pase por la inagotable imaginación de esta gente tan entrañable. El punto neurálgico de la noche se encuentra en la Plaza de España, donde está instalada una plataforma para el que quiera concursar en las diferentes modalidades de premios individuales o colectivos, que premian la originalidad, la elaboración del disfraz, el mejor maquillaje o el espectáculo más divertido, entre otros.
La bebida que siempre acompaña en Carnaval es la Cuerva, una bebida espirituosa compuesta por frutas y diversos alcoholes, que se ha coronado como la bebida emblemática de esta fiesta.

#### Pregoneros del Carnaval
Francisco Rabal, 
Isabel Pantoja, 
Juan y Medio, 
David Bisbal, 
Anne Igartiburu, 
José Antonio Camacho, 
Carlos Latre, 
Jaime Cantizano, 
Rosa López, 
Pepa Aniorte, 
Jordi Rebelan, 
Amaya Valdemoro, 
Edu Soto, 
Carlos Baute.

## Alcantarilla
Tras auténticos años de brillo y esplendor, el Carnaval de Alcantarilla ha ido perdiendo brillantez a lo largo de los últimos años. En el recuerdo quedarán los preparativos que comenzaban a mediados de noviembre con la celebración de la Gala de elección de los Carnavaleros que protagonizarían el Carnaval de Alcantarilla el año siguiente. Además, tanto el vistoso Desfile nocturno de las comparsas locales como el entrañable Desfile infantil de Carnaval, donde participaban más de 1500 niños de todos los centros escolares del municipio, han desaparecido del programa propuesto por el ayuntamiento.
Actualmente, el color y la alegría que caracteriza esta celebración se manifiesta únicamente en el tradicional Desfile-Concurso de Carnaval que tiene lugar la mañana del domingo anterior al Martes de Carnaval.  En él participan todas las comparsas locales y otras tantas venidas de otros lugares de la geografía murciana, así como de fuera de la Región. La gente se aglutina a ambos lados de los casi dos kilómetros de longitud de la calle Mayor para disfrutar de las coreografías de las más de 40 comparsas que componen el desfile. Un jurado valora las coreografías y la originalidad de cada comparsa y al término del desfile se entregan distintos premios que ascienden a más de 2000€.

## Las Torres de Cotillas
Tiene su origen a fines del siglo XIX con intermitencias. En dicho carnaval participan una buena parte de peñas festeras donde el factor multicultural propiciado por la inmigración, así como las ganas de innovar se dan cita en un carnaval con mucho color y mucha guasa. Un carnaval sencillo y tradicional pero en el que suelen participar unas 25 comparsas y donde la diversión y el buen humor se dan la mano. Como actividades más importantes del Carnaval destacar el tradicional pregón y chirigotas carnavaleras, así como su desfile que es un solo día y tiene lugar en este municipio como es tradición y característico el "Sábado de Piñata".

## Lorca
El Carnaval de Lorca, es una fiesta muy austera que se resume en un Gran Pasacalles por las principales calles de la Ciudad del Sol, en la que participan más de una decena de comparsas y casi un millar de personas.
El Carnaval de Lorca, es una fiesta muy austera que se resume en un Gran Pasacalles por las principales calles de la Ciudad del Sol, en la que participan más de una decena de comparsas y casi un millar de personas.
En los últimos años el número de Comparsas que participan en el gran desfile ha ido aumentando considerablemente. La Fiesta de Carnaval de Lorca también cuenta con un Carnaval Infantil y con una representación de bailes y actuaciones de Comparsas y Chirigotas.

### Personajes
El Momo, que representa al Dios Momo, el dios de la Fiesta y la parodia.
La Musa adulta y la infantil, que representa la alegría y la belleza de la Fiesta.
La Reina, que es la imagen de la Fiesta y el reflejo de la misma en las personas.
Todos los personajes son presentados en una Gran Gala que da inicio a la fiesta.

## Murcia

### Beniaján
La celebración del Carnaval en Beniaján tiene orígenes muy antiguos, sufriendo con los años muchas transformaciones, censuras y evolucionando hasta llegar a los festejos que son actualmente. Gracias al tesón de las peñas, comparsas y chirigotas, hoy constituyen quizá las fiestas más participativas de cuantas se celebran en la localidad y las que más visitantes atraen.
Durante estos días se suceden los tradicionales bailes de máscaras, vistosos desfiles de comparsas, concursos de disfraces... y el ritmo frenético de la música toma por completo las calles de la villa, invitando a todos a la fiesta. Algunos actos merecen una mención especial, como el Pregón y la Coronación de las Musas, reina mayor e infantil que presidirán las celebraciones carnavaleras. También la Batalla entre Don Carnal y Doña Cuaresma, lucha dialéctica en la que la victoria del primero da paso a la fiesta. Las chirigotas toman los escenarios con sus cantinelas y letras burlonas, despuntando siempre la actuación de los afamados conjuntos locales. Una de las chirigotas de este municipio, ha llegado a participar en el concurso de agrupaciones del Carnaval de Cádiz, que se celebra anualmente en el Gran Teatro Falla.
Entre los desfiles destaca el que se celebra la tarde del Domingo de Carnaval, día grande para los beniajanenses y en el que las comparsas visten sus mejores galas. Uno de los eventos más tradicionales de cuantos se celebran en Beniaján es la "salida de máscaras", acto centenario que tiene lugar la noche anterior al Miércoles de Ceniza y en el que los habitantes invaden el casco viejo disfrazados a la antigua usanza, sin orden ni concierto. El Baile de Piñata, también celebrado en Beniaján desde tiempo inmemorial, cierra con broche de oro las fiestas carnavaleras; es entonces cuando Doña Cuaresma vence finalmente a Don Carnal, dando paso al rigor y sobriedad precedentes a la Semana Santa.

### Cabezo de Torres
De Interés Turístico Regional desde 1986, las Fiestas de Carnaval de Cabezo de Torres tienen 129 años de historia, son unos carnavales totalmente característicos y muy concurridos por gentes de toda la comarca. Sus grupos y comparsas, siempre en tono bromista y algo picante, sacan a la calle sus galas en varios días sucesivos, destacando el desfile de Martes de Carnaval

### Llano de Brujas
El Carnaval de Llano de Brujas, es la fiesta más importante de la localidad y también la más antigua de cuantas se celebran en la pedanía murciana. Con sus más de 100 años de historia presume de ser uno de los Carnavales más antiguos de la Región. Es esta una fiesta may popular en la provincia de Murcia, convirtiéndose la población en un ir y venir de gentes de toda la Región durante los días de celebración. El Carnaval, es una fiesta de mucha tradición en Llano de Brujas, su historia se remonta hasta los inicios del siglo XIX, pues se tiene constancia de la celebración de esta fiesta allá por 1818, cuando en la por entonces Aldea de Realengo de El Llano de las Arenas Brujas se celebraban antes de que diera comienzo la Cuaresma, las Carnestoladas, nombre que recibía la Fiesta del Carnaval por entonces.
El Carnaval fue evolucionando hasta llegar a lo que es en la actualidad, un riguroso desfile de Comparsas, en el que estas lucen sus mejores galas y demuestran su sacrificio a lo largo del año con sus maravillosas coreografías. Pero antes de llegar a ser lo que es hoy en día esta fiesta, nuestra pedanía ha asistido a esta fiesta a lo largo de la historia con numerosos cambios. De las antiguas Carnestoladas, nuestro Carnaval paso a llamarse las Mascaradas a finales de los años 1800, aunque con diferente nombre, estas fiestas eran la misma, pues en ellas básicamente los habitantes de esta pedanía se ponían máscaras en la cara e iban bailando y paseando por el pueblo asustando a la gente. Poco a poco esta fiesta fue evolucionando para que, a principios de los años 1900, pasara a denominarse como Las Máscaras, en la cual los vecinos se vestían de variópintos personajes y bailaban y cantaban canciones en las cuales se reivindicaban cosas e se burlaban de actos de la política o de vecinos que se habían producido eses año. Más tarde, ya en época de Franco, las Máscaras pasaron a ser Los Bailes de Disfraces, en los cuales los vecinos se disfrazaban y bailaban al son de la música en las plazas del pueblo.
El Carnaval, tal y como es hoy, comienza a conocerse en los años 70, cuando el alcalde de por entonces Juan Hernández Pardo decide realizar un desfile de comparsas, carrozas y charangas para animar el pueblo, vecinos y visitantes.
En la actualidad la localidad cuenta con un gran número de comparsas y participantes, cada año suelen desfilar por las calles de la localidad unas 20 comparsas, entre las propias del pueblo, las foráneas y las invitadas. El gran desfile, se celebra el llamado Domingo de Piñata, domingo siguiente al Miércoles de Ceniza. Esta, por tanto, es la fecha señalada para que las calles y plazas de la localidad huertana se llenen de charangas, comparsas, bailes y música y para que sus vecinos jueguen por un día a ser los más variopintos personajes.
El Carnaval es la fiesta más importante de la localidad y también la más
antigua de cuantas se celebran en la pedanía murciana.
Con sus 200 años de historia presume de ser el carnaval más antiguo del
municipio de Murcia y uno de los más antiguos de la Región.
Es esta, una fiesta muy popular en la provincia de Murcia, convirtiéndose la
población en un ir y venir de gentes de toda la Región durante los días de
celebración.
La historia del carnaval de esta localidad se remonta hasta los inicios del siglo XIX, creyendo su origen en torno a 1819, cuando ya se tiene constancia de la
existencia de un pequeño caserío en la por entonces Aldea de Realengo del
Llano de las Arenas Brujas.
Durante este siglo, el carnaval se caracterizaba por la utilización de ropa vieja y
harapos y por los bailes de piñata que celebraban los adinerados de la
localidad. 
En aquellos años la fiesta consistía en la representación de fantasmas,
monstruos y criaturas horrendas por parte de algunos vecinos, quienes se
vestían con harapos, sabanas, trapos y sacos tapándose todo el cuerpo y la
cara. Estas criaturas salían al anochecer asustando a los vecinos en sus casas
y por las calles y caminos de la huerta, y al grito de “a que no me conoces”
molestaban a los vecinos. Estos personajes llegaban incluso a darles pequeños
golpes a los vecinos y amigos que no se disfrazaban con varas, bastones o
gomas, o bien les lanzaban el típico azulete a quien no les conocía. Este
azulete era la ceniza de las chimeneas que se reutilizaba para estos actos.
La fiesta se mantuvo intacta durante más de 80 años, quizás, con algunos
cambios en las vestimentas o en los rituales, de los que incluso se conoce que
estos vecinos vestidos de fantasmas, al anochecer, con un candil vagaban por
las calles y caminos hasta llegar al cementerio, haciendo creer a los más
pequeños la existencia de las almas en pena.
Así esta fiesta era, en sus inicios une celebración muy austera, pero que fue
arraigando en la cultura de la localidad y haciéndose más conocida con el paso
de los años.
Se cree que este tipo de celebración y vestimenta tiene su origen y
procedencia en la cultura vasca y catalana, entre otras zonas del norte de
España, pues las tierras que en aquellos años pertenecían a Llano de Brujas
fueron repobladas por gentes de esas zonas. 
En los años 40 del siglo XIX o incluso antes, se conoce que los marqueses,
condes y pudientes, lo que en Llano de Brujas se conocía como los señoritos y
que residían en la zona conocida como Rincón de San Antón, solicitaron a la
Parroquia de Llano de Brujas la celebración de unos bailes de carnaval, justo el
fin de semana siguiente a miércoles de ceniza, momento en el cual ya estaban
prohibidas las celebraciones de carnaval por ser tiempos de Cuaresma.
Esta petición fue denegada por parte de la Iglesia, sin embargo, los pudientes
la volvieron a solicitar, pero con el añadido de que los asistentes tendrían que
donar una limosna, conocida como bula, a la Iglesia para así poder quedar en
paz con el altísimo. Ahora sí, la Iglesia dio su autorización y pudieron
celebrarse estos bailes que fueron denominados “bailes de piñata”, siendo este
el nombre con que se conoce, a las fechas, en las que se celebra el Carnaval
actualmente en Llano de Brujas. Muchas veces estos bailes de piñata se
atrasaban aún más en el tiempo puesto que como se sabe la Semana Santa y
el carnaval están ligados en el tiempo y a veces estas fiestas se adelantan o
retrasan en el calendario. Cuando el carnaval caía a principios de febrero, los
bailes de piñata se retrasaban hasta entrado el mes de marzo debido al frío y al
mal tiempo que solía hacer en febrero.
Algunos de los nombres de estos señoritos eran; los Sánchez, los Paquitos, los
Cananas, los Casanovas y también el Marqués de Rozalejo. Cada año, estos
señoritos se reunían para celebrar los bailes de piñata en una casa diferente. A
estas fiestas solían invitar a sus amistades pudientes de la capital, donde se
incluían comerciantes y clase política. La gente llana intentó imitar estos bailes
de piñata, los cuales, años más tarde se llamarían “bailes de pujas”.
Allá por 1900 esta fiesta coge otro ritmo, pues a la antigua representación de
criaturas y bestias y los bailes de piñata, se le une ahora la creación de
murgas, las cuales son el antecedente de los actuales desfiles de carnaval.
```
Los bailes de pujas fueron denominados así puesto que en ellos se pujaba
```

pagando una limosna a la iglesia para poder bailar entre hombres y mujeres en
los bailes de piñata. Se conoce que, incluso, las mujeres y los hombres que
estaban casados bailaban con otras personas.
Durante estos bailes que se celebraban en las noches del frío invierno, los
vecinos tomaban la bebida estrella del carnaval, el denominado “lechanis”.
El lechanis es una bebida compuesta por leche y anís fuerte, esta servía para
calentarse junto a las hogueras en las noches más frías. 
Las murgas son lo que hoy conocemos como chirigotas, pero que en tierras de
Llano de Brujas eran conocidas con dicho nombre.
Los grupos de murga cantaban canciones ridículas y de burla hacia actos de
vecinos y autoridades o hacia eventos ocurridos durante el año anterior. Con la
música que desprendían las guitarras y bandurrias, las voces de los miembros
de cada murga paseaban por las calles y se unían a las antiguas carnestoladas
que aún seguían celebrándose.
Todos estos grupos de murgas no solo procedían de Llano de Brujas, sino que
se le unían grupos de otras aldeas cercanas, que administrativamente
pertenecían a Llano de Brujas o que eran afines por motivos económicos a la
población. Así se cuenta que se organizaba un Certamen Regional de Murgas,
procedentes de El Esparragal, El Campillo, Monteagudo, Cobatillas,
Santomera, Beniajan, El Bojal, Cabezo de Torres, Alquerías, Puente Tocinos,
Torreagüera, Santa Cruz, Casillas, Zarandona y de la propia Llano de Brujas.
Estas murgas, a las que también se le conoce como comparsas, estaban
formadas por gente muy conocida en Llano de Brujas, como son el Poeta
Francisco Sánchez Bautista, quien tiene un premio literario conocido internacionalmente, y también el músico Julián “El Cámaras”. Sánchez Bautista
se encargaba de escribir las letras y Julián de componer la melodía. Algunos
de los nombres de las murgas de la localidad eran los Rosas de Santa Cruz,
los Zurdos, los Navarros y los Forcas de la orilla del río. También había otra
murga de los vecinos del pueblo. 
Las murgas entregaban unos papeles denominados prospectos donde iban
escritas las letras de las canciones que interpretaban y competían entre ellas
para ver cuál era la canción más bonita y original.
El festival de murgas se celebraba durante el fin de semana de carnaval, pero
para no hacerlo coincidir con otros pasacalles de otras localidades como
Cabezo de Torres y Beniaján, se decidió pasar esta celebración al fin de
semana de piñata. 
Aún seguían vistiéndose muchos vecinos por las noches para asustar a la
gente. Estos sustos y formas de disfrazarse, algunas veces eran utilizados para
cometer robos y asesinatos, por lo que alrededor de 1930 fueron prohibidas las
fiestas de carnaval. Aun así, un grupo de vecinos seguía vistiéndose la noche
del lunes y martes de carnaval, pero con esta prohibición la antigua fiesta fue
perdiendo fuerza y las murgas adelantaron a la competición de ver cuál era el
acto principal del carnaval.
Cuenta la historia que un grupo de vándalos provenientes de Alquerías y
Orihuela durante una noche intentaron robar el trigo y la cebada que
almacenaba el pueblo para comerciar, y al enterarse del hecho, el Sereno aviso
al párroco, quien hizo sonar las campanas para avisar a los vecinos del delito,
quienes salieron vestidos con los harapos que guardaban del carnaval y
asustaron a los delincuentes que se amotinaron en la Iglesia y hasta que no
hizo presencia la Guardia Civil no salieron de la misma. Esa noche muchos
vecinos durmieron en los calabozos junto a los ladrones por el simple hecho de
disfrazarse. Este hecho escarmentó a los vecinos, ya que durante 15 años no
se volvió a ver a nadie disfrazado de esa manera en el Carnaval.
Las murgas siguieron celebrándose y los trajes comenzaban a ser a cara
descubierta.
En los años 50, una de las comparsas de la localidad comenzó a hacer un
pasacalle dónde sus integrantes iban montados en carros y que transcurría de
ida y vuelta por lo que hoy es la calle Mayor (antiguamente camino de
Orihuela) entre la Vereda de Solís y el cruce de El Raal, parando en las
diferentes ventas que existían para tomar un tentempié y animar a los clientes
de las mismas.
A este grupo se le fueron uniendo otros muchos comenzando así los
tradicionales desfiles, donde los vecinos se divertían y reían con estas
comparsas, aglutinándose cientos de personas al paso de estos desfiles por la
calle principal.
Durante los años 60, este tipo de carnaval tiene un gran auge gracias a la
familia de los Felicianas.
Sobre los años 50 retornaron las conocidas máscaras, las antiguas
carnestoladas, que volvieron a asustar a los vecinos durante las noches de
lunes y martes de carnaval, en esta ocasión eran los niños quienes se
disfrazaban. Es en esta época cuando comienzan a establecerse las primeras
comparsas y los desfiles contemporáneos. 
El Carnaval como lo conocemos hoy en día, da comienzo en los años 70 del
pasado siglo cuando los conocidos como Pepe Rosa, el Cristo, Paco el
Demonio y Serrano el Feo, organizaban un pasacalle que transcurría por la
calle principal y donde se cuenta tales hazañas como que dos personas de una
comparsa iban tirando de un carro donde iba montado un burro, encima del burro iba otra persona con un niño, quienes iban haciendo fechorías a los
vecinos presentes en el desfile. 
La mayoría de los disfraces de esta época solían ser de mujer puesto que los
que se vestían eran mayoritariamente hombres.
También en los años 70, hay que resaltar que el Alcalde de por entonces, Don
Juan Hernández Pardo, decide organizar un Gran Desfile de comparsas,
charangas y carrozas durante las fiestas patronales en donde participaban los
vecinos que se disfrazaban en carnaval. Durante dos o tres años, el desfile de
carrozas y el de carnaval estuvieron compitiendo entre sí, pero finalmente los
desfiles de carnaval ganaron la batalla.
Durante los años 80, las primeras comparsas comienzan a denominarse con
nombres como “Los Palmiros”. Estas primeras comparsas desfilaban al son de
las bandas de música y las charangas y fueron evolucionando hasta los
espléndidos trajes con plumas o de distintos personajes que hoy recorren las
calles de la localidad.
A finales de los 80 se terminan por perder las antiguas máscaras y las murgas
y comenzaron a crearse comparsas que han llegado hasta nuestros días como
“Los Arrimaos”, siendo esta la más antigua de las que desfilan en la actualidad
con más de 30 años de historia. A las comparsas también se le unieron las
academias de baile como la de Ángeles Murcia, teniendo esta también más de
25 años de historia en los desfiles. Otras comparsas de la época son “Los
Salaos”, “Las Flamingas”, “Las mejores que nunca”, etc. Estas comparsas
desfilaban en el llamado sábado de Piñata, trasladándose después al Domingo
de Piñata para no hacer coincidir los desfiles con los del resto de poblaciones.
Durante los años 90 y los inicios de los 2000, la fiesta coge una gran fuerza,
debido a la creación de una Asociación que se encargaría de organizar los
eventos de la celebración. A finales de los 90 existían en la localidad más de 20
comparsas y otras tantas de fuera de la misma que desfilaban en el Gran
Desfile de Domingo de Piñata
En el año 2006, la Asociación de Carnaval, presidida por Don Antonio Ruiz, se
disuelve para dar paso a unos años de decadencia, que, junto con la crisis
económica provocaron la desaparición de muchas comparsas, aun así, los
desfiles siguieron organizándose gracias a la colaboración de la Junta
Municipal y de la Comisión de Fiestas, pero con un menor número de
comparsas. 
En la actualidad y desde 2014, la nueva Asociación de Carnaval, presidida por
José Antonio Amaya, ha cogido las riendas de la organización de los
festejos y con ello el Carnaval ha recobrado la fuerza perdida durante los años
de decadencia.
Actualmente las actividades que el Carnaval ofrece van desde el Pregón, hasta
los tres grandes desfiles que discurren por las calles de la pedanía, pasando
por fiestas infantiles, de disfraces y otros tantos eventos que se organizan,
entre los que cabe destacar la Arenas Bruja’s, un espectacular evento donde
se fusionan deporte, música y color.
El Gran Desfile de la Mascota y el Carnaval de Harapos abre la
programación del denominado “Fin de semana de Piñata” y ya desde primeras
horas de la tarde-noche del viernes, las calles de Llano de Brujas comienzan a
llenarse de disfraces, música, color y diversión. A este desfile le sigue el
Concurso de Coreografías y el Baile de Piñata, donde los vecinos se colocan
una máscara y juegan a ser variopintos personajes.
Al día siguiente es el turno de las comparsas foráneas, organizándose el Gran
Desfile y Concurso Nacional y Regional de Comparsas Foráneas. Este
evento se celebra desde el año 2014 ya que debido al gran número de
comparsas que solicitan participar en el carnaval de Llano de Brujas, había que
diferenciar entre las comparsas locales de las foráneas.
Para finalizar el fin de semana, en el denominado Domingo de piñata, son las
comparsas locales las encargadas de animar con sus coreografías y disfraces
las calles de la pedanía en un gran desfile, en el que también participan carrozas, batucadas y grupos de animación variando cada año la temática. La
fiesta pone punto final en la noche del Domingo de Piñata, en una gran
hoguera donde es quemada la Bruja Salá, que simboliza al Dios Momo, Rey
del Carnaval.
Es, por tanto, una gran fiesta que aglutina un gran número de participantes y
visitantes durante los días de celebración, por tal motivo y junto con su
antigüedad, la actual Asociación de Carnaval busca la Declaración de Interés
Turístico Regional de esta fiesta.
Los personajes del carnaval son todas aquellas personas o asociaciones que
obtienen una distinción en la celebración del carnaval de cada año. 
Los Musos y Musas, tanto infantiles como adultos son los máximos
representantes de la fiesta y son elegidos en la Gran Gala de Elección de
Personajes que se celebra el último fin de semana de noviembre. También es
esta la fecha elegida para dar a conocer el nombre de la Reina del Carnaval de
la Tercera Edad.
Estos personajes representan a los tres pilares fundamentales de nuestro
carnaval, el pasado, el presente y el futuro. La Reina del Carnaval de la
Tercera Edad representa la historia de nuestro carnaval, los Musos adultos
representan el actual carnaval y los Musos Infantiles representan lo que será el
carnaval del futuro. Son, todos ellos, los encargados de llevar el nombre del
Carnaval Salareño por todos los lugares donde vayan.
La Musas que han sido coronadas a lo largo de nuestra historia del carnaval
han sido:
 Doña Elia Nicolás Gambín, año 1992.
 Doña Fuensanta Ros Navarro, año 1993.
 Doña María del Carmen Martínez, año 1995.
Entre el año 95 y el 2006 hay un parón en cuanto al nombramiento de la
representación del Carnaval debido a la inexistencia de una Asociación que se
encargara de dicho nombramiento, pero con la creación de la primera
Asociación de Carnaval se instauran los cargos, siendo sus representantes las
siguientes mujeres:
 Doña Beatriz Vigueras, año 2006.
 Doña Laura Nicolás Gambín, año 2007.
 Doña Marta Soto, año 2008.
Entre el año 2008 y 2015, como se ha mencionado anteriormente, debido a la
disolución de la primera Asociación junto con la crisis económica, se dan unos
años de decadencia, pero se recupera la tradición cuando la Asociación de
Carnaval actual se pone al mando en 2015, siendo las representantes las
siguientes:
 Doña Inmaculada Bermúdez, año 2016.
 Doña Sandra Córdoba, año 2017.
 Doña Cristina Brao, año 2018.
 Doña Lucía Martínez Latorre, año 2019.
La actual Asociación de Carnaval añadió también el cargo de Muso del
Carnaval, los representantes desde entonces han sido:
 Don Sendoa Apodaca, año 2016.
 Don David Palazón, año 2017.
 Don Miguel Ángel Marín, año 2018.
 Don Eduardo López, año 2019.
En cuanto a los Musos Infantiles podemos nombrar a:
 Laura Navarro, año 2016.
 Paloma Ortigosa, año 2016.
 Juan Carlos Celdrán, año 2016.
 Adrián García, año 2016
 José Antonio Martínez, año 2017.
 Silvia Roca, año 2017.
 Ana Luz Fernández, año 2018
 Álvaro Navarro, año 2018.
 David Vigueras, año 2019.
 Julia Marín, año 2019.
El Carnaval ha tomado como mascota a un divertido personaje denominado la
Bruja Salá. Esta es la protagonista del final de los actos carnavaleros, cuando
en la noche del Domingo de Piñata es quemada en la hoguera al ritmo de la
música y con un gran despliegue de fuegos artificiales.
La Bruja Salá representa al antiguo Carnaval de Harapos y hace alusión al
nombre y a la leyenda de la localidad de Llano de Brujas. Se cuenta que en
una noche del frío invierno huertano, las brujas de Alcantarilla secuestraron al
Padre Tomatera y lo llevaron volando en presencia del mismísimo Diablo. El
Padre Tomatera, asustado, pronunció un conjuro carmelita que rezaba así:
“Vade infernalis, draco autoritate.
Dei et Beeatissimae Virginies Carmelitana”
Cuando el pobre carmelita pronunció estas palabras lo soltaron de inmediato.
El Padre Tomatera contó a las gentes del lugar la extraña experiencia que
había sufrido y desde entonces aquel territorio comenzó a llamarse Llano de
Brujas. 
En la actualidad el carnaval presume de ser el primer carnaval LGTB-friendly
de España, debido a su hermanamiento con el Colectivo No Te Prives,
asociación que se encarga de defender los derechos LGTB de la Región de
Murcia.
La fiesta también está hermanada con otros carnavales de la Región de Murcia
como son los Carnavales de Era Alta y Rincón de Seca, ya que la nueva
Asociación entiende que todas las fiestas tradicionales deben de estar unidas
ya que son símbolo de nuestra cultura.
Otra de las máximas distinciones que tiene la fiesta es la Máscara de Honor, y
que cada año es entregada por la Asociación de Carnaval a una persona que
ha dedicado parte de su vida personal a promover y engrandecer el carnaval
de Llano de Brujas:
 Doña Rebeca Pérez, año 2016. Concejal del Ayuntamiento de Murcia.
 Don Juan Manuel Piñero, año 2017. Presentador de TV.
 Don Jesús Zapata, año 2018. Alcalde pedáneo de Llano de Brujas.
También, en carnaval, desde el año 2016 ha nombrado pregoneros a
diferentes personalidades de la Región:
 Don Juan Jiménez, año 2016. Escritor del libro “Mi Pueblo: Llano de
Brujas”.
 Don Antonio Ruíz, año 2017. Presidente de la antigua Asociación de
Carnaval.
 Don Francisco Martínez Campos, año 2018. Directivo de Radio
Televisión autonómica de la Región de Murcia.
 Doña María Pina, año 2019. Presentadora de 7TV Región de Murcia.
Otras de las máximas distinciones que se entregan en el carnaval son el
carnavaleo del año y la comparsa del año. 
En el año 2018 se añade un nuevo personaje al carnaval para dar cabida a la
antigua historia del carnaval en donde los bailes de piñata se celebraban ya
entrada la Cuaresma. Se pretende que este personaje, denominado Doña
Cuaresma, sea quién se encargue de mediar entre Don Carnal, los vecinos del
pueblo y la Iglesia representando así las antiguas bulas que se pagaban para
poder realizar el carnaval, y será Doña Cuaresma la encargada de dar permiso
a Don Carnal para poder celebrar el carnaval por las calles de Llano de Brujas.
Las representantes de este personaje serán siempre las musas salientes del
año inmediatamente anterior a la obtención del cargo. Doñas Cuaresmas 2018
son Doña Inmaculada Bermúdez y Doña Sandra Córdoba, Musas del año 2016
y 2017 respectivamente.
El Brujo del Carnaval es el personaje encargado de apadrinar la fiesta y,
siempre será un personaje público del panorama nacional. Este llevará el
nombre del Carnaval Salareño por todo el territorio nacional.
El Brujo del Carnaval 2019 es Don Manuel Bohajar, conocido por su nombre
artístico “Keunam” un conocido showman de la TV y las redes sociales,
participante del programa de Antena 3 de “Tu cara no me suena todavía”

### Sangonera la Verde
Sangonera la Verde cuenta con un gran desfile de Carnaval, celebrado el sábado de antes a Martes de Carnaval, en este desfile participan cerca de 500 personas, en el participan comparsas locales y visitantes. Los grupos de la pedanía han visitado los mejores carnavales de la Región de Murcia, Cádiz, Alicante, etc. Además del desfile del sábado, un día antes se realizan los desfiles infantiles por la mañana. Otros actos se suman a los desfiles como son fiestas de disfraces. web oficial www.carnaval.sangonera.es

### Zeneta
El carnaval de Zeneta gira en torno a la popular figura de "los cherros", tradición íntimamente ligada a los llamados bailes de inocentes tan propios de la zona levantina y que, sin duda, mantiene sus raíces en interpretaciones paganas del solsticio de primavera. "Los cherros" son hombres vestidos con harapos y paja, la cara pintada de azulete y sonoros cencerros, que pasean por las calles del pueblo pidiendo una contribución que, en origen, era para la Hermandad del Rosario; a quien se cruza con ellos y no da una limosna se le tizna la cara de azulete.

## San Javier

### Santiago de la Ribera
Santiago de la Ribera se vuelca en sus días de carnaval, en los que el frío del febrero más invernal se hace más cálido a ritmo de comparsas y un ir y venir de fiesta y magia.
El Carnaval de Santiago de la Ribera se desarrolla en una serie de días que coinciden en torno al miércoles de Ceniza, que rota según la Semana Santa, y se extienden hasta el Domingo de piñata o domingo siguiente al Miércoles de Ceniza.
Durante estos días se desarrollan un programa distribuido en una serie de actos que forman el carnaval y que integran la participación de las comparsas y colectivos. De estos actos el más participativo es el Gran desfile de Carnaval, con un alto índice de participación de comparsas locales y limítrofes, al igual que otros actos como la Gala de elección de Reina, la elección de la Reina infantil, el Certamen de Chirigotas o la Fiesta de Carnaval Popular.
Todos estos actos se desarrollan en un núcleo determinado, siendo la carpa del carnaval en unos casos o la propia calle en otro.
Los actos del Carnaval son el núcleo de la fiesta, y sus integrantes, las comparsas y colectivos, el corazón que les dan vida durante toda la duración, comenzando con la Gala de Elección de Reina en la que se presentan una media de 6 Candidatas con los más espectaculares trajes de fantasía, y terminando con el Gran Desfile, donde se congregan hasta 40 comparsas del municipio y la Región.
Declarado de Interés turístico Regional.
- Actos Principales

-Gala-Elección de Reina del Carnaval y Pregón-
La noche mágica reflejada en las aguas del Mar Menor, que brillan a escasos metros de la Carpa del Carnaval, se prepara para su gran momento.
La Ribera se viste de largo y el núcleo festero de la carpa, se queda pequeño para acoger a tanta gente dispuesta a presenciar el glamour y la expectacularidad de brillos de grandes trajes, portados por bellezas de la localidad.
Usualmente son una media de 6 Candidatas las que se presentan a Reina del Carnaval de Santiago de la Ribera, título que ansían en sueños sus aspirantes y las comparsas. Los miembros de las comparsas animan a sus candidatas que representan el esfuerzo, económico y físico, de un trabajo plasmado en una fantasía llena de luz y color. Tanto la candidata llamada "Musa" como su acompañante, presentan el traje al jurado y al público con una vibrante puesta en escena y coreografía.
Asimismo, esa misma noche, el nombrado Pregonero alza la voz invitando a ribereños y visitantes a disfrutar de la fiesta y el desenfreno que culminarán el Domingo de Piñata en un grandioso desfile. Música, espectáculo, danza, luz y color, se prolongan hasta las más altas horas de la madrugada en un entorno único, en los que la más tímida luz de la luna se refleja en las aguas del Mar Menor con una magia y esplendor únicos.
-Fiesta de Disfraces Infantil y Elección de la Reina del Carnaval Infantil-
El Carnaval de la Ribera reserva un momento para los más pequeños. Durante este especial día, también hay lugar para el espectáculo y la magia, ya que los más peques de las comparsas nos presentan a su candidata a Reina del Carnaval a quien también le acompaña su muso. Ambos consiguen parecerse a sus mayores tanto en la puesta en escena como en los trajes que intentan ser una reproducción a escala de los más mayores.
Es el día de los Niños, y tras la elección de la Reina Infantil del Carnaval de la Ribera, realizada mediante sorteo, nos disponemos a disfrutar todos disfrazados de una actuación amenizada con juegos y actividades.
-Certamen de Chirigotas-
Esta se resume como la noche del humor, la crítica ácida y la simpatía. Las Mejores chirigotas de la Región se reúnen junto a nosotros en la carpa del Carnaval.
La Carpa se llena de público para reír al unísono con grupos de gran nivel llegados desde Cartagena o Beniaján. También participan grupos del munucipio que cantan a las autoridades las críticas a la administración Local. Es una noche muy especial, llamativa y con gran importancia dentro del panorama chirigotero de la Región.
-Fiesta de disfraces del Carnaval Popular-
La noche del Sábado de piñata llenan las calles de los más descarriados y humorísticos trajes. Los Bares ofrecen promociones a los disfrazados, y la carpa se pone el antifaz para ofrecer su fiesta más loca y disparatada.
Es la gran noche de disfraces, las copas y la diversión no faltan a los personajes más imaginativos que caminan por las inmediaciones de la carpa. Dj's y grupos de música aníman la noche joven y unos suculentos premios económicos, premian a los mejores disfraces en las categorías de Individual, Pareja y Grupo.
-Gran Desfile del Carnaval-
Es el gran broche a tanta fiesta. El acto más participativo del programa pone fin al Carnaval Ribereño. En torno a 40 grupos y comparsas integrados por una media de 50 miembros, salen a la calle para desfilar en un recorrido que atrae a miles de Visitantes de la zona y la Región.
El sol cálido de las orillas del Mar Menor, alumbra el paseo marítimo donde los grupos ansían comenzar a desfilar en un recorrdo único. Dos kilómetros entre el principio y el final, en una recta donde el sol hace brillar toda lentejuela y abalorio de trajes de fantasía. Recorrido privilegiado del que disfrutan un gran número de comparsas de fuera del municipio, por las cuales, hemos logrado ser de los desfiles más participativos de la Región de Murcia.
El baile continuo hasta el agotamiento se premian con el calor del abundante público y los premios establecidos para tal fin, tanto a comparsas de fuera como del municipio.
RECORRIDO: explanada Barnuevo y paseo Colón, avenida Sandoval, Plaza Puertas del Mar, Avenida Mar Menor y Avenida de la Aviación Española. INICIO: 16H.

## Totana
- Datos: Q5752949